# Tmesisternus semivittatus
Tmesisternus semivittatus là một loài bọ cánh cứng trong họ Cerambycidae.